# Senenmut
Senenmut (còn được viết là Senmut) là một quan chức Ai Cập cổ đại, đồng thời cũng là một kiến trúc sư sống vào thời kỳ Vương triều thứ 18. Ông là một nhân vật có sức ảnh hưởng dưới thời trị vì của nữ pharaon Hatshepsut, từ đó có nhiều suy đoán cho rằng Senenmut là nhân tình của Hatshepsut.

## Thân thế
Ramose và Hatnofer, cha mẹ của Senenmut, vốn chỉ là thường dân, được cho là có xuất thân từ thị trấn Armant ngày nay (phía nam Thebes, Ai Cập). Ramose không được biết gì hơn ngoài danh hiệu "Người đáng kính", mà nhà nghiên cứu Joyce Tyldesley cho rằng đó là cách gọi trang trọng nhưng có phần vô nghĩa dành cho những người chết được kính trọng. Hatnofer (cũng viết là Hatnefer) thì được gọi là "Nữ chủ nhà", một danh hiệu cho biết người phụ nữ đó đã kết hôn. Nhìn vào ngôi mộ song táng của cả hai (cách không xa nhà nguyện TT71 của Senenmut), xác ướp của Ramose chỉ được quấn vội lớp băng vải và đặt trong quan tài, trong khi Hatnofer được chôn cất một cách xa hoa với nhiều đồ tùy táng. Có lẽ, Hatnofer sống đủ lâu hơn chồng để chứng kiến con trai đảm nhận vị trí tối cao trong triều, do đó mà hậu sự của bà được Senenmut chăm lo chu toàn.
Senenmut còn có ít nhất 5 anh chị em được nhắc đến trên tường mộ TT353 của chính ông, gồm 3 người anh em trai (Amenemhet, Minhotep và Pairy) và 2 người chị em gái (Ahhotep và Nofrethor). Trong hầm mộ của Ramose và Hatnofer có đặt 6 xác ướp vô danh, trong số đó có thể là một vài anh chị em của Senenmut. Dựa vào lớp sỏi đất bám trên lớp băng vải quấn xác, có thể các xác ướp này đã được chôn trong một nghĩa trang gần đó, sau đó được cải táng đến khu lăng mộ lớn của Senenmut.
Senenmut sống độc thân đến cuối đời vì không có bất kỳ hình ảnh vợ con được khắc vẽ trên tường mộ. Một trong những người anh em của Senenmut thực hiện các nghi thức tang lễ của ông.

## Sự nghiệp

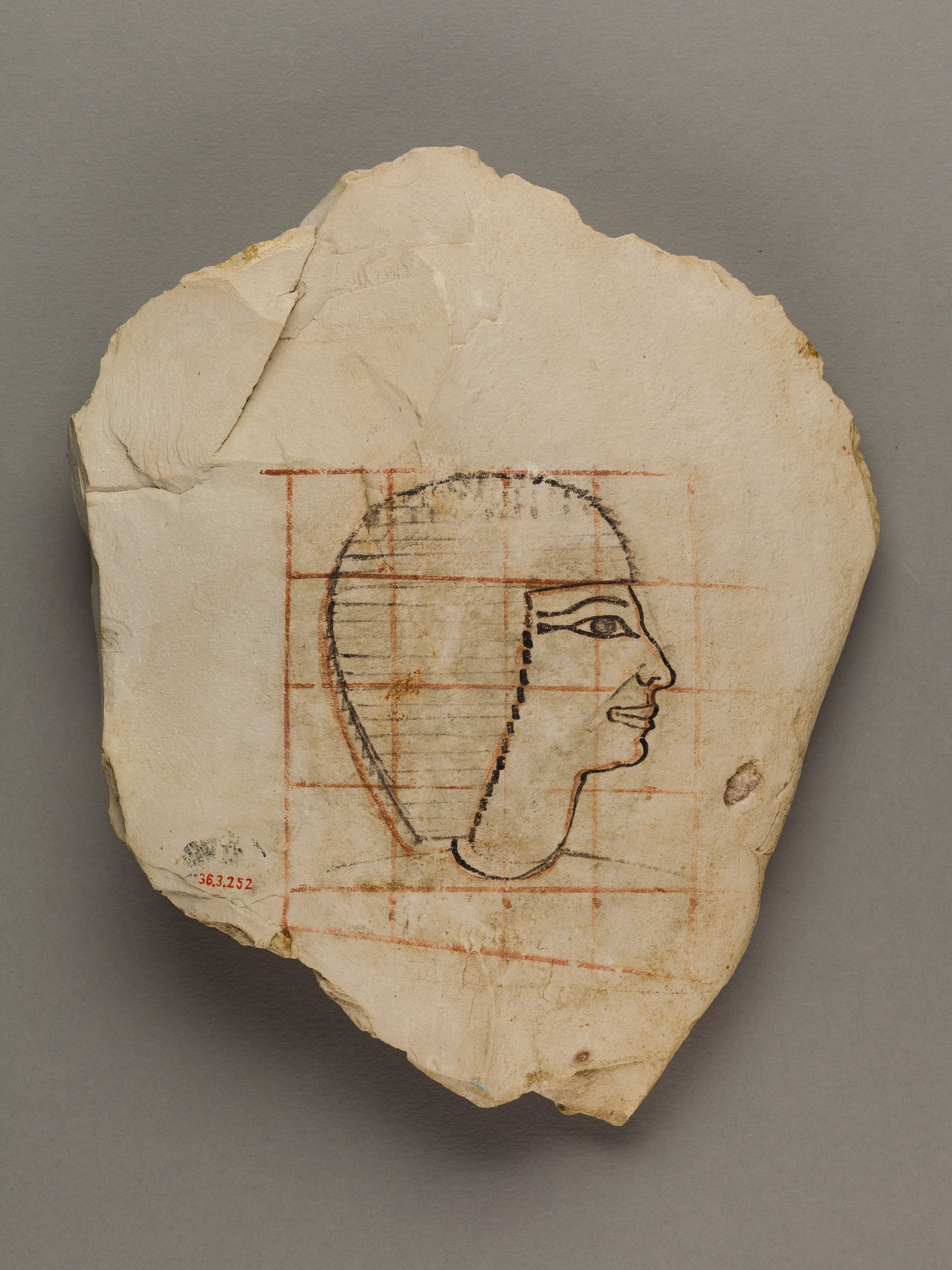
Mảnh đá vôi phác họa chân dung Senenmut đội tóc giả, được tìm thấy bên dưới nhà nguyện của ông trên đồi Sheikh Abd el-Qurna (Bảo tàng Metropolitan)

Có ba con đường nghề nghiệp chính mở ra cho những người đàn ông có học thức vào thời kỳ Vương triều thứ 18: gia nhập quân đội, quản lý tôn giáo hoặc tiến vào bộ máy hành chính. Trong 93 danh hiệu được phong tặng, Senenmut không mang bất kỳ danh hiệu nào về quân sự, có thể cho thấy ông đã làm những việc liên quan đến hành chính tại quê nhà hoặc coi sóc đền thờ trước khi được điều động về kinh đô Thebes. Có thể, Senenmut đã bắt đầu tiến vào triều đình với vai trò Quản lý các Con dấu hoặc Quản lý Phòng tiếp kiến, có thể từ triều pharaon Thutmose I, cha của Hatshepsut. Tường điện thờ ở Gebel el-Silsila có đề cập rằng, Senenmut giữ vai trò quản gia của Phối ngẫu của Thần và Con gái của Đức vua, ở đây nhiều khả năng chính là nói đến Hatshepsut và con gái bà là Neferure, cho thấy rằng ông đã vào cung phục vụ cho vương thất ít nhất là từ thời Thutmose II (cũng là chồng của Hatshepsut).
Dưới triều Thutmose II, Senenmut đã được giao phó công việc dạy học cho công chúa Neferure. Có ít nhất 10 pho tượng mà Senenmut được tạc cùng với Neferure. Dưới thời nhiếp chính của Hatshepsut đối với Thutmose III, Senenmut đảm nhận giám sát việc khai thác và vận chuyển đá từ Aswan để dựng hai bút tháp tại lối vào Đền Karnak (đều không còn tồn tại đến ngày nay). Ông cũng đã cho xây một điện thờ bằng sa thạch dành cho chính bản thân tại Gebel Silsila. Hầu hết các đền thờ tại đây đều mô tả cảnh tang lễ qua những văn tự và phù điêu, nhưng đền thờ của Senenmut lại bỏ qua điều này mà thay vào đó lại khắc họa hình ảnh của nữ vương Hatshepsut đang được ôm bởi thần cá sấu Sobek và nữ thần diều hâu Nekhbet. Các nhà nghiên cứu cho rằng, vị trí đặc biệt của Senenmut và mối quan hệ giữa ông với nữ vương chắc chắn giải thích được những khác biệt này.
Sau khi Hatshepsut nắm quyền thực sự của một pharaon (khoảng năm Thutmose III thứ 7), Senenmut đã từ bỏ một số chức vụ cấp thấp của mình, bao gồm cả vai trò gia sư cho Neferure, và nhận những danh hiệu cao quý hơn, đặc biệt là Đại Tổng quản của Amun. Với cương vị này, ông nắm quyền giám sát các hoạt động diễn ra tại đền Karnak, bao gồm đền thờ Mut, chính điện của Karnak, đền Luxor và đền thờ Hatshepsut. Những tuyên bố gán cho Senenmut là kiến trúc sư xây dựng đền tang lễ của Hatshepsut (Djeser-djeseru) không có căn cứ, mặc dù ông có mang danh hiệu Giám sát công trình của Amun ở Djeser-djeseru. Danh hiệu này chỉ xuất hiện trên một pho tượng và trong hầm mộ của ông (TT353), ít ỏi như vậy cũng có thể đoán rằng ông không chính thức điều hành công việc này.

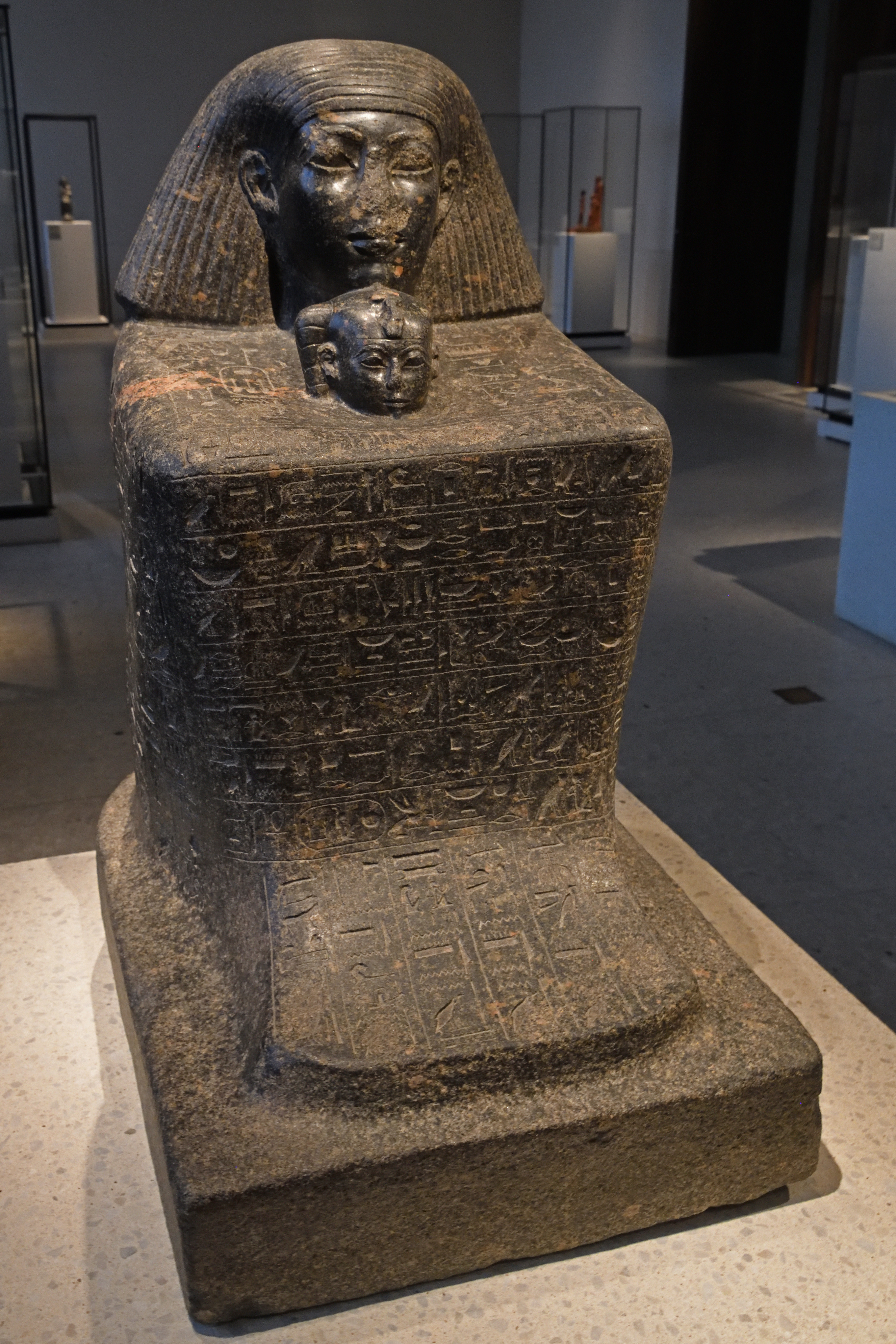
Tượng khối Senenmut ôm lấy Neferure (Bảo tàng Ai Cập Berlin)

### Nhận được ân sủng
Senenmut dường như đã trở thành một trợ lý đắc lực của nữ vương Hatshepsut. Ít nhất 25 pho tượng được tạc từ nhiều loại đá khác nhau, bao gồm diorit, quartzit, đá hoa cương, sa thạch, thạch cao tuyết hoa, đá graywacke (một loại sa thạch chứa nhiều vụn đá có cấu trúc bùn) và đá pocfia (một loại đá núi lửa), cho thấy Senenmut đã khai thác nhiều mỏ đá từ khắp Ai Cập và các sa mạc lân cận. Đây là một số lượng tượng cực kỳ lớn đối với một cá nhân mà không một viên quan nào khác trong thời kỳ Tân vương quốc có được như vậy, nếu đây đều là quà tặng từ nữ vương thì điều này càng khẳng định sự ưu ái mà Hatshepsut dành cho ông.
Sự giàu có nhanh chóng của Senenmut vào thời điểm này là điều rõ ràng. Không chỉ chôn cất mẹ mình một cách trang trọng, mà Senenmut còn bắt đầu xây dựng ngôi mộ hoành tráng của riêng mình và cho xây đền thờ chính ông tại Silsila. Chứng thực rõ hơn cho sự yêu mến của nhà vua dành cho Senenmut là cỗ quách bằng đá quartzit trong nhà nguyện TT71. Quartzit là loại đá chỉ được dùng trong các nghi thức tang lễ của riêng vương thất vào thời đó. Hơn nữa, theo ghi nhận, với hình bầu dục đặc biệt, quách của Senenmut có hình dáng rất giống với các cỗ quách hình khung cartouche dành cho các vị vua, cũng như sao chép cả kiểu trang trí trên quách. Quách đá của Senenmut tại Bảo tàng Metropolitan đã được phục dựng từ hơn một nghìn mảnh vỡ được tìm thấy trong nhà nguyện của ông. Ngoài ra, Senenmut còn có quyền được khắc hình ảnh của chính ông tại đền thờ của Hatshepsut ở Deir el-Bahri, cũng như trên tất cả các đền thờ ở Thượng và Hạ Ai Cập.

## Qua đời
Không rõ Senenmut mất vào thời điểm nào, vì tài liệu cuối cùng có ghi tên ông là trên một mảnh vỡ ghi năm trị vì thứ 16 của Hatshepsut. Không có bằng chứng nào cho thấy ông được chôn cất ở hầm mộ TT353, hơn nữa thì hầm mộ này cũng chưa được hoàn thiện, và cỗ quách đá ở nhà nguyện TT71 cũng chưa xong phần nắp. Cái chết của ông có lẽ xảy ra vào khoảng năm 18 hoặc 19, nhiều năm trước khi Hatshepsut qua đời.
Xác ướp một người đàn ông không rõ danh tính, được gọi là "Người đàn ông vô danh C", được tìm thấy trong hầm mộ DB320, nơi mà phần lớn các vua chúa cùng vương thất từ Vương triều thứ 17 đến 21 được tìm thấy trong đó, bao gồm cả một số tư tế của Amun.